# Tripla
A tripla egy, a labdarúgásban használt fogalom, ami azt jelzi, hogy egy adott csapat ugyanabban a szezonban három trófeát nyert. Általában az élvonalbeli hazai bajnokság, a legrangosabb hazai kupa és a legrangosabb nemzetközi trófea megnyerését jelenti, de függ az adott országban kiírt egyéb sorozatoktól is.
Az egymeccses vagy oda-visszavágós sorozatok (pl. FA Community Shield, Irish FA Charity Shield, Supercopa de España, Trophée des Champions, a Recopa Sudamericana, az UEFA-szuperkupa vagy az Interkontinentális kupa) általában nem részei egy triplának.
Általában két kifejezést használnak, ezek a nemzetközi tripla, amely tartalmaz legalább egy nemzetközi trófeát, a másik a hazai tripla, amely általában az élvonalbeli bajnokságot és két kisebb tornát tartalmazza.

## Nemzetközi triplák

### Férfi csapatok
Néhány alkalommal egy csapat megnyerte hazája bajnokságát és egy nemzeti kupasorozatot (dupla), ezek mellé megnyerte a nemzetközi kupát is, mindezt ugyanabban a szezonban. Ezt először a Santos érte el 1962-ben. megnyerve a paulista labdarúgó-bajnokságot (területi bajnokság), a Taça Brasilt (nemzeti bajnokság) és a Copa Libertadorest (nemzetközi torna). A Santos mindmáig az egyetlen dél-amerikai klub, amely triplázni tudott ily módon.
Ezóta hét európai, hat afrikai, két óceániai, egy ázsiai és két észak-amerikai klub volt erre képes. A Rádzsa Kaszablanka 1999-es sikerét is "kontinentális triplának" nevezik, a CAF-bajnokok ligáját, a CAF-szuperkupát és az Afroázsiai Klubbajnokságot nyerték meg. Az európai csapatok közül az AFC Ajax állt hozzá legközelebb, hogy megvédje mindhárom címét, 1973-ban megnyerték a Eredivisét és a Bajnokcsapatok Európa-kupáját, de nem sikerült megvédeni címüket a kupában.
Miután az Internazionale megnyerte a 2010-es UEFA-bajnokok ligája-döntőt, a milánói alakulat lett a 6. európai és az 1. olasz csapat, aki triplázni tudott, mivel már előtte megnyerték a bajnokságot és a kupát. Ezzel José Mourinho vált az első menedzserré, aki két európai triplát nyert (az első az UEFA-kupával vált teljessé). Ez volt sorozatban a második év, amikor valamelyik csapat triplázni tudott. Samuel Eto’o karrierje harmadik Bajnokok Ligája-döntőjében játszott, a Bayern München legyőzésével ő vált az első olyan játékossá, amely sorozatban két szezonban európai triplát ért el.
2013-ban az Bayern München vált a 7. európai és az első német csapattá, amely elérte a tripla ezen fajtáját, miután első helyen végzett a Bundesligában, a Bajnokok Ligájában és a DFB-kupában.
| Konföderáció | Csapat              | Ország             | Szezon                                | Megnyert címek | For.                 |
| ------------ | ------------------- | ------------------ | ------------------------------------- | --- | -------------------- |
| AFC          | Jomiuri             | Japán              | 1987                                  | Japanese First Division, Császárkupa, AFC-bajnokok ligája | [ 4 ]                |
| AFC          | el-Hilál            | Szaúd-Arábia       | 2019–2020                             | Saudi Professional League, Királykupa, AFC-bajnokok ligája | [ 5 ]                |
| CAF          | ál-Áhlí             | Egyiptom           | 2005–2006, 2006–2007, 2019–2020       | Premier League, Egyiptomi kupa, CAF-bajnokok ligája | [ 6 ] [ 7 ]          |
| CAF          | Englebert           | Kongói DK          | 1967                                  | Linafoot, Coupe du Congo, Afrikai bajnokok kupája | [ 8 ]                |
| CAF          | Vita Club           | Kongói DK          | 1973                                  | Linafoot, Coupe du Congo, Afrikai bajnokok kupája | [ 9 ]                |
| CAF          | MC Alger            | Algéria            | 1976                                  | Championnat National, Algériai kupa, Afrikai bajnokok kupája | [ 10 ]               |
| CAF          | Hearts of Oak       | Ghána              | 2000                                  | Ghana Premier League, Ghánai FA-Kupa, CAF-bajnokok ligája | [ 11 ]               |
| CAF          | Espérance de Tunis  | Tunézia            | 2011                                  | Ligue Professionnelle 1, Tunéziai kupa, CAF-bajnokok ligája | [ 12 ]               |
| CONCACAF     | Cruz Azul           | Mexikó             | 1969, 1997                            | Mexican Primera División, Copa México, CONCACAF-bajnokok kupája | [ 13 ]               |
| CONCACAF     | Defence Force       | Trinidad és Tobago | 1985                                  | National League, Trinidad és Tobagó-i kupa, CONCACAF-bajnokok kupája                                                                                                 | [ 14 ]               |
| CONCACAF     | Monterrey           | Mexikó             | 2019–2020                             | Liga MX, Copa MX, CONCACAF-bajnokok ligája | [ 15 ] [ 16 ] [ 17 ] |
| OFC          | Auckland City       | Új-Zéland          | 2005–2006, 2013–2014, 2014–2015, 2022 | NZFC Minor Premiership, NZFC Grand Final, OFC-bajnokok ligája (2005–2006, 2013–2014, 2014–2015) New Zealand National League, Chatham Cup, OFC-bajnokok ligája (2022) | [ 18 ] [ 19 ] [ 20 ] |
| OFC          | Waitakere United    | Új-Zéland          | 2007–2008                             | NZFC Minor Premiership, NZFC Grand Final, OFC-bajnokok ligája | [ 21 ]               |
| OFC          | Hienghène Sport     | Új-Kaledónia       | 2019                                  | Super Ligue, Új-kaledóniai kupa, OFC-bajnokok ligája | [ 22 ]               |
| UEFA         | Barcelona           | Spanyolország      | 2008–2009, 2014–2015                  | La Liga, Copa del Rey, UEFA-bajnokok ligája | [ 23 ]               |
| UEFA         | Bayern München      | Németország        | 2012–2013, 2019–2020                  | Bundesliga, DFB-Pokal, UEFA-bajnokok ligája | [ 23 ]               |
| UEFA         | Celtic              | Skócia             | 1966–1967                             | Scottish Football League, Skót kupa, Bajnokcsapatok Európa-kupája | [ 23 ]               |
| UEFA         | Ajax                | Hollandia          | 1971–1972                             | Eredivisie, KNVB Cup, Bajnokcsapatok Európa-kupája | [ 23 ]               |
| UEFA         | PSV Eindhoven       | Hollandia          | 1987–1988                             | Eredivisie, KNVB Cup, Bajnokcsapatok Európa-kupája | [ 23 ]               |
| UEFA         | Manchester City     | Anglia             | 2022–2023                             | Premier League, FA-Kupa, UEFA-bajnokok ligája | [ 24 ]               |
| UEFA         | Manchester United   | Anglia             | 1998–1999                             | Premier League, FA-Kupa, UEFA-bajnokok ligája | [ 23 ]               |
| UEFA         | Inter Milan         | Olaszország        | 2009–2010                             | Serie A, Coppa Italia, UEFA-bajnokok ligája | [ 23 ]               |
| UEFA         | Paris Saint-Germain | Franciaország      | 2024–2025                             | Ligue 1, Coupe de France, UEFA-bajnokok ligája | [ 23 ]               |

- 3. A Santos megnyerte az Interkontinentális kupát is
- 2. A Celtic FC megnyerte a Ligakupát és a Glasgow-kupát is

### Női csapatok
| Konföderáció | Csapat             | Ország        | Szezon                                                | Megnyert címek                                                                                    | For.                 |
| ------------ | ------------------ | ------------- | ----------------------------------------------------- | ------------------------------------------------------------------------------------------------- | -------------------- |
| AFC          | Tokió Verdy Beleza | Japán         | 2019                                                  | Nadeshiko League, Empress’s Cup, AFC Women’s Club Championship                                    | [ 25 ] [ 26 ]        |
| UEFA         | Lyon               | Franciaország | 2011–2012, 2015–2016, 2016–2017, 2018–2019, 2019–2020 | Division 1 Féminine, Coupe de France féminine, UEFA Női Bajnokok Ligája                           | [ 27 ]               |
| UEFA         | 1. FFC Frankfurt   | Németország   | 2001–2002, 2007–2008                                  | Frauen-Bundesliga, DFB-Pokal Frauen, Női UEFA-kupa                                                | [ 28 ] [ 29 ]        |
| UEFA         | Arsenal            | Anglia        | 2006–2007                                             | FA Women’s Premier League, FA-Kupa, Női UEFA-kupa                                                 | [ 30 ] [ 31 ] [ 32 ] |
| UEFA         | VfL Wolfsburg      | Németország   | 2012–2013                                             | Frauen-Bundesliga, DFB-Pokal Frauen, UEFA Női Bajnokok Ligája                                     | [ 33 ]               |
| UEFA         | Barcelona          | Spanyolország | 2020–2021                                             | Primera División, Copa de la Reina, UEFA Női Bajnokok Ligája                                      | [ 34 ]               |
| CONMEBOL     | Corinthians        | Brazília      | 2023                                                  | Campeonato Brasileiro Feminino Série A1, Supercopa do Brasil Feminino, Copa Libertadores Femenina | [ 35 ]               |

## Hazai triplák

### Férfi csapatok
| Csapat                 | Ország                  | Szezon                                                                      | Megnyert címek | For.                        |
| ---------------------- | ----------------------- | --------------------------------------------------------------------------- | --- | --------------------------- |
| Rangers                | Skócia                  | 1948–1949, 1963–1964, 1975–1976, 1977–1978, 1992–1993, 1998–1999, 2002–2003 | Premiership, Skót kupa, Skót ligakupa | [ 36 ]                      |
| Celtic                 | Skócia                  | 1966–1967, 1968–1969, 2000–2001, 2016–2017, 2017–2018, 2018–2019, 2019–2020 | Premiership, Skót kupa, Skót ligakupa | [ 37 ]                      |
| Linfield               | Észak-Írország          | 1921–1922, 1961–1962, 1993–1994, 2005–2006, 2007–2008                       | Premiership, Ír kupa, County Antrim Shield (1922, 1962) Premiership, Ír kupa, Ír ligakupa (1994, 2006, 2008)                                          | [ 38 ] [ 39 ] [ 40 ] [ 41 ] |
| Club Franciscain       | Martinique              | 1998–1999, 2001–2002, 2002–2003, 2004–2005                                  | Championnat National, Coupe de la Martinique, Trophée du Conseil Général                                                                              | [ 38 ]                      |
| Saint-Pierroise        | Réunion                 | 1971, 1989, 2018, 2019                                                      | Premier League, Coupe de la Réunion, Coupe Régionale de France                                                                                        | [ 38 ] [ 42 ]               |
| Paris Saint-Germain    | Franciaország           | 2014–2015, 2015–2016, 2017–2018, 2019–2020                                  | Ligue 1, Coupe de France, Coupe de la Ligue | [ 43 ] [ 44 ] [ 45 ]        |
| Buriram United         | Thaiföld                | 2011, 2013, 2015, 2021–2022                                                 | League 1, FA-Kupa, Ligakupa | [ 46 ]                      |
| Shamrock Rovers        | Írország                | 1924–1925, 1931–1932, 1963–1964                                             | Premiership, FAI-Kupa, Ír ligakupa | [ 47 ]                      |
| Somerset Trojans       | Bermuda                 | 1967–1968, 1968–1969, 1969–1970                                             | Premier Division, FA-Kupa, Barátság trófea | [ 38 ]                      |
| South China            | Hongkong                | 1987–1988, 1990–1991, 2006–2007                                             | First Division League, Senior Challenge Shield, FA-Kupa                                                                                               | [ 38 ] [ 48 ]               |
| Assaut                 | Martinique              | 1966, 1968                                                                  | Championnat National, Coupe de la Martinique, Coupe Régionale de France (1966) Championnat National, Coupe de la Martinique, Coupe Théolade (1968)    | [ 38 ] [ 49 ]               |
| Seiko                  | Hongkong                | 1979–1980, 1980–1981                                                        | First Division League, Senior Challenge Shield, FA-Kupa                                                                                               | [ 38 ]                      |
| Nissan Motor           | Japán                   | 1988–1989, 1989–1990                                                        | JSL, Császárkupa, JSL-Kupa | [ 38 ]                      |
| Nkana                  | Zambia                  | 1989, 1993                                                                  | Premier League, Zambiai kupa, Chibuku-kupa | [ 38 ]                      |
| Eastern                | Hongkong                | 1992–1993, 1993–1994                                                        | First Division League, Senior Challenge Shield, FA-Kupa                                                                                               | [ 38 ]                      |
| Sunrise Flacq United   | Mauritius               | 1992, 1996                                                                  | Mauritiusi bajnokság, Mauritiusi kupa, Köztársasági kupa                                                                                              | [ 38 ]                      |
| Valletta               | Málta                   | 1996–1997, 2000–2001                                                        | Premier League, Máltai kupa, Löwenbräu-Kupa | [ 50 ]                      |
| North Village Rams     | Bermuda                 | 1977–1978, 2005–2006                                                        | Premier Division, FA-Kupa, Barátság-trófea | [ 38 ]                      |
| Kedah                  | Malajzia                | 2007, 2008                                                                  | Super League, Maláj kupa, FA-Kupa | [ 51 ]                      |
| ál-Muharak             | Bahrein                 | 2008, 2009                                                                  | Premier League, Királykupa, Koronaherceg-kupa | [ 38 ] [ 52 ] [ 53 ]        |
| St Michel United       | Seychelle-szigetek      | 2008, 2011                                                                  | Seychelle-szigeteki bajnokság, FA-Kupa, Ligakupa | [ 38 ]                      |
| ál-Vehdát              | Jordánia                | 2008–2009, 2010–2011                                                        | Jordán bajnokság, FA-Kupa, Szuperkupa | [ 38 ]                      |
| Melbourne Victory      | Ausztrália              | 2008–2009, 2015                                                             | A-League Pre-Season Challenge Cup, A-League Premiership, A-League Grand Final (2008–2009) A-League Premiership, A-League Grand Final, FFA-Kupa (2015) | [ 54 ] [ 55 ]               |
| The New Saints         | Wales                   | 2014–2015, 2015–2016                                                        | Premier League, Walesi kupa, Ligakupa | [ 56 ]                      |
| Albirex Niigata        | Szingapúr               | 2016, 2017                                                                  | Premier League, Szingapúri kupa, Szingapúri ligakupa                                                                                                  | [ 38 ]                      |
| Kuvait SC              | Kuvait                  | 2016–2017, 2018–2019                                                        | Premier League, Emírkupa, Koronaherceg-kupa | [ 38 ]                      |
| Mamelodi Sundowns      | Dél-afrikai Köztársaság | 2019–2020, 2021–2022                                                        | Premier Soccer League, Nedbank-Kupa, Telkom Knockout (2019–2020) Premier Soccer League, Nedbank-Kupa, MTN 8 (2021–2022)                               | [ 38 ] [ 57 ]               |
| Bohemians              | Írország                | 1927–1928                                                                   | Premiership, FAI-Kupa, Ír ligakupa | [ 58 ]                      |
| Fall River Marksmen    | Egyesült Államok        | 1930                                                                        | American Soccer League, National Challenge Cup, Lewis-Kupa                                                                                            | [ 59 ]                      |
| Athletic Bilbao        | Spanyolország           | 1930–1931                                                                   | La Liga, Copa del Rey, Bizkaiai bajnokság | [ 60 ] [ 61 ] [ 62 ]        |
| Brookhattan            | Egyesült Államok        | 1945                                                                        | American Soccer League, National Challenge Cup, Lewis-Kupa                                                                                            | [ 63 ]                      |
| Santos                 | Brazília                | 1964                                                                        | Taça Brasil, Torneio Rio–São Paulo, Campeonato Paulista                                                                                               | [ 64 ]                      |
| Mufulira Wanderers     | Zambia                  | 1965                                                                        | Premier League, Zambiai kupa, Chibuku-Kupa | [ 38 ]                      |
| PHC Zebras             | Bermuda                 | 1970–1971                                                                   | Premier Division, FA-Kupa, Barátság-trófea | [ 38 ]                      |
| Toronto Croatia        | Kanada                  | 1971                                                                        | NSL-Kupa, NSL-alapszakasz-bajnok, NSL-rájátszás-bajnok                                                                                                | [ 65 ]                      |
| Kabwe Warriors         | Zambia                  | 1972                                                                        | Premier League, Zambiai kupa, Chibuku-Kupa | [ 38 ]                      |
| Arcadia Shepherds      | Dél-afrikai Köztársaság | 1974                                                                        | NFL Championship, NFL-Kupa, NFL UTC Bowl Cup | [ 38 ]                      |
| Mitsubishi             | Japán                   | 1978                                                                        | JSL, Császárkupa, JSL-Kupa | [ 38 ]                      |
| Servette               | Svájc                   | 1978–1979                                                                   | Nationalliga A, Svájci kupa, Svájci ligakupa | [ 38 ]                      |
| Cygne Noir             | Guadeloupe              | 1982–1983                                                                   | Division of Honour, Coupe de Guadeloupe, Coupe de France (Zone Guadeloupe)                                                                            | [ 38 ] [ 66 ]               |
| Levszki Szofija        | Bulgária                | 1984                                                                        | A Professional Football Group, Bolgár kupa, Szovjet hadseregkupa                                                                                      | [ 67 ]                      |
| Kaizer Chiefs          | Dél-afrikai Köztársaság | 1984                                                                        | NPSL First Division, Nedbank-Kupa, Telkom Knockout | [ 38 ]                      |
| CSZKA Szofija          | Bulgária                | 1989                                                                        | A Professional Football Group, Bolgár kupa, Szovjet hadseregkupa                                                                                      | [ 67 ]                      |
| Derry City             | Írország                | 1988–1989                                                                   | Premiership, FAI-Kupa, Ír ligakupa | [ 68 ]                      |
| Palmeiras              | Brazília                | 1993                                                                        | Campeonato Brasileiro Série A, Torneio Rio–São Paulo, Campeonato Paulista                                                                             | [ 69 ]                      |
| Melbourne Knights      | Ausztrália              | 1994–1995                                                                   | NSL-Kupa, NSL Minor Premiership, NSL Grand Final | [ 70 ]                      |
| ASFA Yennenga          | Burkina Faso            | 1995                                                                        | Premier League, Coupe du Faso, Coupe des Leaders | [ 38 ]                      |
| ÍA                     | Izland                  | 1996                                                                        | Úrvalsdeild karla, Izlandi kupa, Izlandi ligakupa | [ 38 ]                      |
| ál-Kuva ál-Dzsavija    | Irak                    | 1996–1997                                                                   | Premier League, FA-Kupa, Elit-Kupa | [ 71 ]                      |
| Barry Town United      | Wales                   | 1996–1997                                                                   | Premier League, Walesi kupa, Ligakupa | [ 38 ]                      |
| Singapore Armed Forces | Szingapúr               | 1997                                                                        | S. League, FA-Kupa, Ligakupa | [ 38 ]                      |
| ál-Zavrá               | Irak                    | 1999–2000                                                                   | Premier League, FA-Kupa, Elit-Kupa | [ 72 ]                      |
| Bayern München         | Németország             | 1999–2000                                                                   | Bundesliga, DFB-Pokal, DFL-Ligapokal | [ 73 ]                      |
| Kasima Antlers         | Japán                   | 2000                                                                        | J. League, Császárkupa, J. League kupa | [ 74 ]                      |
| Saint-Louisienne       | Réunion                 | 2002                                                                        | Premier League, Coupe de la Réunion, Coupe Régionale de France                                                                                        | [ 38 ] [ 42 ]               |
| East Bengal            | India                   | 2002–2003                                                                   | National Football League, IFA Shield, Durand Cup | [ 75 ] [ 76 ]               |
| Cruzeiro               | Brazília                | 2003                                                                        | Campeonato Brasileiro Série A, Copa do Brasil, Campeonato Mineiro                                                                                     | [ 77 ]                      |
| US Stade Tamponnaise   | Réunion                 | 2003                                                                        | Premier League, Coupe de la Réunion, Coupe Régionale de France                                                                                        | [ 38 ] [ 42 ]               |
| Rhyl                   | Wales                   | 2003–2004                                                                   | Premier League, Walesi kupa, Ligakupa | [ 78 ]                      |
| ál-Kádszía             | Kuvait                  | 2003–2004                                                                   | Premier League, Emírkupa, Koronaherceg-kupa | [ 38 ]                      |
| CAPS United            | Zimbabwe                | 2004                                                                        | Premier Soccer League, ZIFA-Kupa, Buddie-Kupa | [ 38 ]                      |
| Sun Hei                | Hongkong                | 2004–2005                                                                   | First Division League, Senior Challenge Shield, FA-Kupa                                                                                               | [ 48 ]                      |
| AS Port-Louis 2000     | Mauritius               | 2005                                                                        | Mauritiusi bajnokság, Mauritiusi kupa, Köztársasági kupa                                                                                              | [ 38 ]                      |
| Ba                     | Fidzsi                  | 2006                                                                        | Premier League, FA-Kupa, Inter-District Championship                                                                                                  | [ 79 ]                      |
| Asz-Szadd              | Katar                   | 2007                                                                        | Katari bajnokság, Emírkupa, Koronaherceg-kupa | [ 80 ]                      |
| Curepipe Starlight     | Mauritius               | 2008                                                                        | Mauritiusi bajnokság, Mauritiusi kupa, Köztársasági kupa                                                                                              | [ 38 ]                      |
| Joe Public             | Trinidad és Tobago      | 2009                                                                        | TT Pro League, FA-Trófea, Pro Bowl | [ 38 ]                      |
| Debreceni VSC          | Magyarország            | 2009–2010                                                                   | Nemzeti Bajnokság I, Magyar Kupa, Ligakupa | [ 38 ]                      |
| ál-Ahed                | Libanon                 | 2010–2011                                                                   | Premier League, FA-Kupa, Elitkupa | [ 81 ]                      |
| ál-Faíszalí            | Jordánia                | 2011–2012                                                                   | Jordán bajnokság, FA-Kupa, Szuperkupa | [ 38 ]                      |
| Kelantan               | Malajzia                | 2012                                                                        | Super League, Maláj kupa, FA-Kupa | [ 82 ]                      |
| Moulien                | Guadeloupe              | 2012–2013                                                                   | Division of Honour, Coupe de Guadeloupe, Coupe de France (Zone Guadeloupe)                                                                            | [ 38 ] [ 66 ]               |
| Sheikh Russel          | Banglades               | 2012–2013                                                                   | Premier League, Föderációs kupa, Függetlenségkupa | [ 38 ] [ 83 ]               |
| Mbabane Swallows       | Szváziföld              | 2012–2013                                                                   | Premier League, FA-Kupa, Premier Challenge | [ 38 ] [ 84 ]               |
| Devonshire Cougars     | Bermuda                 | 2012–2013                                                                   | Premier Division, FA-Kupa, Barátság-trófea | [ 38 ]                      |
| Atlético Nacional      | Kolumbia                | 2013                                                                        | Categoría Primera A Torneo Apertura, Copa Colombia, Categoría Primera A Torneo Finalización                                                           | [ 85 ]                      |
| Benfica                | Portugália              | 2013–2014                                                                   | Primeira Liga, Taça de Portugal, Taça da Liga | [ 86 ]                      |
| W Connection           | Trinidad és Tobago      | 2013–2014                                                                   | TT Pro League, FA-Trófea, Pro Bowl | [ 38 ] [ 87 ]               |
| Gamba Oszaka           | Japán                   | 2014                                                                        | J. League, Császárkupa, J. League kupa | [ 74 ]                      |
| Steaua București       | Románia                 | 2014–2015                                                                   | Liga I, Cupa României, Cupa Ligii | [ 38 ]                      |
| Makkabi Tel-Aviv       | Izrael                  | 2014–2015                                                                   | Premier League, Állami kupa, Totokupa | [ 88 ]                      |
| Kitchee                | Hongkong                | 2016–2017                                                                   | First Division League, Senior Challenge Shield, FA-Kupa                                                                                               | [ 38 ]                      |
| Toronto FC             | Kanada                  | 2017                                                                        | MLS-alapszakasz, MLS-Kupa, Championship | [ 89 ]                      |
| Sydney FC              | Ausztrália              | 2017                                                                        | A-League Premiership, A-League Grand Final, FFA-Kupa                                                                                                  | [ 90 ]                      |
| ed-Duhaíl              | Katar                   | 2018                                                                        | Stars League, Emírkupa, Katari kupa | [ 91 ]                      |
| Manchester City        | Anglia                  | 2018–2019                                                                   | Premier League, FA-Kupa, EFL-Kupa | [ 92 ]                      |
| Pakhtakor Tashkent     | Üzbegisztán             | 2019                                                                        | Super League, Üzbég kupa, Üzbég ligakupa | [ 38 ]                      |
| Atlético Mineiro       | Brazília                | 2021                                                                        | Campeonato Brasileiro Série A, Copa do Brasil, Campeonato Mineiro                                                                                     | [ 93 ]                      |
| Johor Darul Takzim     | Malajzia                | 2022, 2023                                                                  | Super League, Maláj kupa, FA-Kupa | [ 94 ] [ 95 ]               |

### Női csapatok
| Klub               | Ország   | Szezonok                                              | Megnyert címek                                                                                      | For.                                        |
| ------------------ | -------- | ----------------------------------------------------- | --------------------------------------------------------------------------------------------------- | ------------------------------------------- |
| Glasgow City       | Skócia   | 2008–2009, 2011–2012, 2012–2013, 2013–2014, 2014–2015 | Women’s Premier League, Scottish Women’s Cup, SWPL-Kupa                                             | [ 96 ] [ 97 ] [ 98 ]                        |
| Arsenal            | Anglia   | 1992–93, 2000–2001, 2006–2007                         | FA Women’s Super League, Women’s FA Cup, FA Women’s Premier League Cup                              | [ 30 ] [ 31 ] [ 32 ] [ 99 ] [ 100 ] [ 101 ] |
| Tokió Verdy Beleza | Japán    | 2010, 2018, 2019                                      | Nadesiko League, Császárnői kupa, Nadesiko Ligakupa                                                 | [ 25 ] [ 26 ]                               |
| Csiangszu Szuning  | Kína     | 2019                                                  | Women’s Super League, Women’s National Championship, Women’s FA-Kupa                                | [ 102 ] [ 103 ]                             |
| Chelsea            | Anglia   | 2020–2021                                             | FA Women’s Super League, Women’s FA Cup, FA Women’s League Cup                                      | [ 104 ]                                     |
| Corinthians        | Brazília | 2023                                                  | Campeonato Brasileiro Feminino Série A1, Supercopa do Brasil Feminino, Campeonato Paulista Feminino | [ 35 ]                                      |